# Salvia wagneriana
Salvia wagneriana là một loài thực vật có hoa trong họ Hoa môi. Loài này được Pol. miêu tả khoa học đầu tiên năm 1878.